# Abraão I de Albatã
Abraão I de Albatã (em armênio: Աբրահամ Ա Աղբաթանեցի; romaniz.: Abraham A Ałbat’anets’i) foi católico de todos os armênios da Igreja Apostólica Armênia de 607 até 610/1 ou 615. Foi sob seu catolicossato que ocorreu a ruptura entre a Igreja da Armênia e a Igreja Ibera.

## Biografia

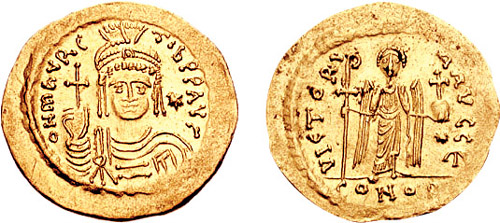
Soldo de Maurício r.

Abraão era originário de Albatã, no cantão de Restúnia, na província de Vaspuracânia. Com a morte do católico Moisés II em 604, foi o candidato do marzobã Simbácio IV, mas o sínodo responsável pela eleição do novo pontífice estava dividido e incapaz de chegar a um consenso; um lugar-tenente, Vertanes, o Gramático, foi designado para administrar a Igreja Armênia até 30 de abril de 607, quando um novo sínodo levou à eleição de Abraão. O novo católico, anticalcedônio, herdou o anticatólico calcedônio imposto pelo falecido imperador bizantino Maurício (r. 582–602), João de Bagarana; João, porém, faleceu sem sucessor em 611, e os seus partidários uniram-se com Abraão.
Abraão teve que enfrentar o fim da comunhão entre a Igreja Armênia e a Igreja Ibera, cujo católico Círio I (que já havia recebido uma reprimenda de Vertanes), concordou com o calcedonismo, apesar de intensa correspondência entre os prelados; Abraão excomunga-o por este motivo o que findou as relações religiosas com os ibéricos como foi declarado num concílio em Dúbio em 608/609 e ele reuniu-se com o metropolita de Siúnia para manter a comunhão com o catolicossato da Albânia. Abraão foi o patrocinador da reconstrução da catedral de São Gregório de Dúbio, concluída sob seu sucessor. Quando o católico de todos os armênios faleceu em 610/611 ou 615 foi sucedido por Comitas.